# سورة التوبة

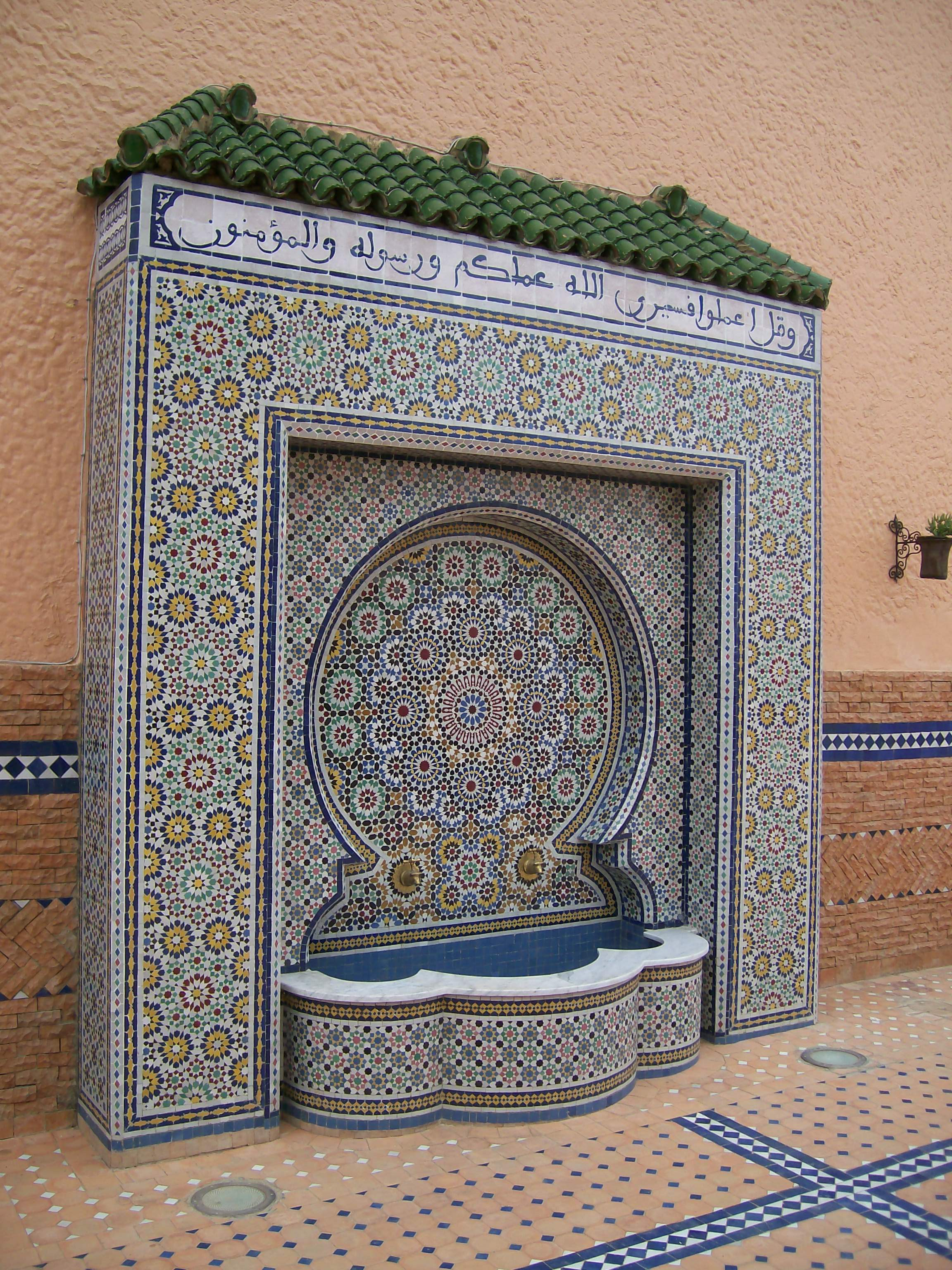
بداية الآية: مكتوبة على سبيل في المغرب

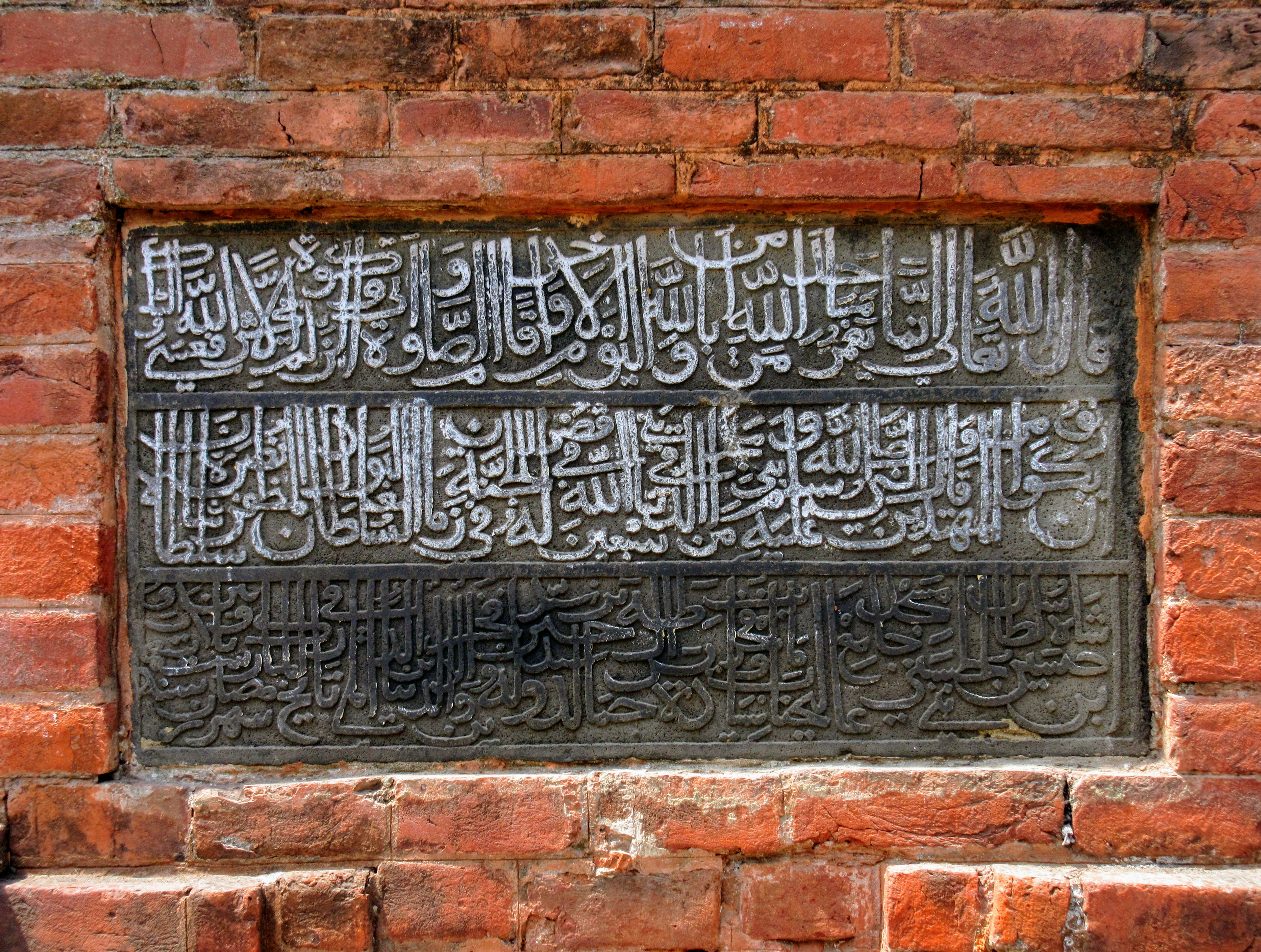

سورة التوبة أو سورة براءة سورة مدنية وقال بعضهم الآيتان 128، 129 فمكيتان، وهي السورة الوحيدة في القرآن التي لا تبدأ بالبسملة؛ لأنها نزلت في فضح المنافقين والبراءة من المشركين، عدها بعض العلماء هي وسورة الأنفال سورة واحدة، وهي من المئين وقيل السبع الطوال في رأي من اعتبرها سورة واحدة مع الأنفال، آياتها 129، وترتيبها في المصحف 9، تبدأ من الجزء العاشر وتمتد إلى بداية الجزء الحادي عشر، نزلت بعد سورة المائدة، فهي نزلت سنة 9 هـ بعد غزوة تبوك، بدأت بالبراءة من المشركين ﴿بَرَاءَةٌ مِنَ اللَّهِ وَرَسُولِهِ إِلَى الَّذِينَ عَاهَدْتُمْ مِنَ الْمُشْرِكِينَ ۝١﴾، لذلك أُطلق عليها سورة براءة، وسُميت التوبة لتوبة الله على الثلاثة الذين خُلِّفوا وهم كعب بن مالك، ومرارة بن الربيع، وهلال بن أمية: ﴿وَعَلَى الثَّلَاثَةِ الَّذِينَ خُلِّفُوا حَتَّى إِذَا ضَاقَتْ عَلَيْهِمُ الْأَرْضُ بِمَا رَحُبَتْ وَضَاقَتْ عَلَيْهِمْ أَنْفُسُهُمْ وَظَنُّوا أَنْ لَا مَلْجَأَ مِنَ اللَّهِ إِلَّا إِلَيْهِ ثُمَّ تَابَ عَلَيْهِمْ لِيَتُوبُوا إِنَّ اللَّهَ هُوَ التَّوَّابُ الرَّحِيمُ ۝١١٨﴾ [التوبة:118].

## عدم ذكر البسملة
اختصت سورة التوبة بترك البسملة في أولها لأنها نزلت في السنة التاسعة من الهجرة في غزوة تبوك لرفع الأمان ونقض العهود مع المشركين بسبب نقض الكثيرين منهم عهودهم مع النبي ﷺ.
وعن سفيان بن عيينة: لم تكتب في صدر هذه السورة بسم الله الرحمن الرحيم لأن التسمية رحمة والرحمة أمان وهذه السورة نزلت في المنافقين وبالسيف ولا أمان للمنافقين، والصحيح أن التسمية لم تكتب لأن جبريل عليه السلام ما نزل بها في هذه السورة قاله القشيري.
وعن عثمان بن عفان قال: كانت البراءة والأنفال تدعيان في زمن رسول الله ﷺ القرينتين فلذلك جمعتهما، وقد كان المنافقون يرجفون بالمؤمنين الأراجيف حين خروجهم لقتال الروم في تبوك، كما خرجوا لقتال المشركين في بدر، وكذلك جاءت التوبة بالبراءة من المشركين، وأمر إيجاباً في آخر سورة الأنفال أن يوالي المؤمنين بعضهم بعضا وأن يكونوا منقطعين عن الكفار بالكلية.

## مناسبتها مع السورة التي قبلها
سورة التوبة جاءت بفرض الجهاد، واشتركت مع سورة الأنفال في كثير من الأحكام في القتال، حتى كأنها سورة واحدة.

## فضل السورة
عن ابى عطية الهمداني قال كتب عمر بن الخطاب تعلموا سورة براءة وعلموا نساءكم سورة النور. ورُوِي عن ابن سيرين أن أبا أيوب الأنصاري  كان يقول: قال الله تعالى {انفروا خفافا وثقالا} فلا أجدني إلا خفيفا أو ثقيلا.

## موضوع السورة
في هذه السورة فضح الله المنافقين وأحوالهم. ورد فيها ما صاحب غزوة تبوك من أحداث. سبب تسميتها بهذا الاسم يرجع إلى قصة الثلاثة الذين تخلفوا عن الغزوة في آخر السورة والذين تاب الله عليهم. ولها تسميات أخرى كسورة براءة وسورة القتال. سورة التوبة سورة من السور المدنية التي تُعنى بجانب التشريع، وهي من أواخر ما نزل على الرسول ﷺ فقد روى البخاري عن البراء بن عازب أن آخر سورة نزلت براءة، وروى الحافظ ابن كثير: أن أول هذه السورة نزلت على رسول الله عند مرجعه من غزوة تبوك، وبعث أبا بكر الصديق أميراً على الحج تلك السنة، ليقيم للناس مناسكهم، فلما قفل أتبعه بعلي بن أبي طالب ليكون مبلغاً عن رسول الله ما فيها من الأحكام نزلت في السنة التاسعة من الهجرة، وهي السنة التي خرج فيها رسول الله لغزو الروم، واشتهرت بين الغزوات النبوية بـ «غزوة تبوك» وكانت في حرٍّ شديد، وسفر بعيد، حين طابت الثمار، وأخلد الناس إلى نعيم الحياة، فكانت ابتلاء لإِيمان المؤمنين وامتحاناً لصدقهم وإِخلاصهم لدين الله، وتمييزاً بينهم وبين المنافقين.
تسمى هذه السورة بأسماء عديدة أوصلها بعض المفسرين إِلى أربعة عشر اسمًا.
جاءت بين سورتي الأنفال ويونس، نزلت بعد سورة ”المائدة“.

## الأسماء
فهذه سورة التوبة لها أكثر من عشرة أسماء، قيل: إنه لا توجد سورة أكثر أسماء من الفاتحة وهذه السورة -سورة التوبة-، فهما أكثر السور من حيث الأسماء الكثيرة لهما، فالمشهور من أسماء هذه السورة:
1. الاسم الأول: سورة (براءة) سميت بها لافتتاحها بالبراءة: ﴿بَرَاءَةٌ مِنَ اللَّهِ وَرَسُولِهِ﴾ [التوبة:1]، ومرجع أكثر ما ذكر فيها إليها؛ لأن أكثر ما ذكر في الآية راجع إلى صدرها، وهو قول الله: ﴿بَرَاءَةٌ مِنَ اللَّهِ وَرَسُولِهِ﴾ [التوبة:1].
2. الاسم الثاني: وهو أشهر أسمائها سورة: (التوبة)، لتكرر ذكر التوبة في هذه السورة الكريمة، كقوله: ﴿فَإِنْ تُبْتُمْ فَهُوَ خَيْرٌ لَكُمْ﴾ [التوبة:3]، وقوله: ﴿فَإِنْ تَابُوا وَأَقَامُوا الصَّلاةَ﴾ [التوبة:5]، وقوله: ﴿ثُمَّ يَتُوبُ اللَّهُ مِنْ بَعْدِ ذَلِكَ عَلَى مَنْ يَشَاءُ﴾ [التوبة:27]، وقوله: ﴿فَإِنْ يَتُوبُوا يَكُ خَيْرًا لَهُمْ﴾ [التوبة:74]، وقوله: ﴿عَسَى اللَّهُ أَنْ يَتُوبَ عَلَيْهِمْ﴾ [التوبة:102]، وقوله: ﴿لَقَدْ تَابَ اللَّهُ عَلَى النَّبِيِّ﴾ [التوبة:117]، وقوله: ﴿أَلَمْ يَعْلَمُوا أَنَّ اللَّهَ هُوَ يَقْبَلُ التَّوْبَةَ عَنْ عِبَادِهِ﴾ [التوبة:104]، وقوله: ﴿التَّائِبُونَ الْعَابِدُونَ﴾ [التوبة:112] … إلى آخره، فهذان الاسمان أشهر أسماء هذه السورة: سورة براءة، وسورة التوبة.
3. الاسم الثالث: (الفاضحة) فقد أخرج البخاري عن سعيد بن جبير قال: قلت لابن عباس: سورة التوبة، قال: التوبة هي الفاضحة، السورة التي فضحت المنافقين، ما زالت تنزل ومنهم: ومنهم.. حتى ظنوا أنها لم تبق أحداً منهم إلا ذكر فيها، ما زالت تنزل في السورة: ﴿وَمِنْهُمْ مَنْ عَاهَدَ الله﴾ [التوبة:75]، ﴿وَمِنْهُمْ مَنْ يَقُولُ ائْذَنْ لِي وَلا تَفْتِنِّي﴾ [التوبة:49] ﴿وَمِنْهُمْ مَنْ يَلْمِزُكَ فِي الصَّدَقَاتِ﴾ [التوبة:58]، ومنهم من كذا، تفضح أخبار المنافقين، وتهتك سترهم؛ ولذلك سميت: الفاضحة، حتى ظنوا أنها لم تبق أحداً منهم إلا ذكر فيها، فكانوا يشتكون من نزول مزيد من الآيات لأنها تفضح وتكشف وتهتك أستار المنافقين.
4. الاسم الرابع: (سورة العذاب)؛ وذلك لتكرر ذكره فيها.
5. الاسم الخامس: (المقشقشة) والقشقشة معناها: التبرئة، وهي مبرئة من النفاق، عندما تصف المنافقين بأفعال فمن تنزه عنها فإنه يبرأ من النفاق ويكون من المؤمنين.
6. الاسم السادس: (المنقرة)؛ لأنها نقرت عما في قلوب المشركين أي: كشفت وأخرجت ما في قلوبهم، والمنقرة يعني: التي بحثت، كما قال تعالى: ﴿غُرَابًا يَبْحَثُ فِي الأَرْضِ﴾ [المائدة:31] أي: ينبش ويحفر؛ فلذلك سميت المنقرة؛ لأنها بحثت وفتشت في قلوب المنافقين.
7. الاسم السابع: (البَحُوث) صيغة مبالغة من البحث أي: في قلوب المنافقين.
8. الاسم الثامن: (الحافرة)؛ لأنها حفرت عن قلوب المنافقين، يعني: بحثت عنها.
9. الاسم التاسع: (المثيرة)؛ لأنها أثارت مثالبهم وعوراتهم، أي: أخرجتها من الخفاء إلى الظهور.
10. الاسم العاشر: (المبعثرة)؛ لأنها بعثرت أسرارهم، يعني: كشفت وأظهرت أسرار المنافقين.
11. الاسم الحادي عشر: (المدمدمة) يعني: المهلكة.
12. الاسم الثاني عشر: (المخزية).
13. الاسم الثالث عشر: (المنكلة) يعني: المعاقبة للمنافقين.
14. الاسم الرابع عشر: (المشردة) يعني: الطاردة لهم والمفرقة لجمعهم.

فليس في السور أكثر أسماء منها ومن الفاتحة.

## أسباب النزول

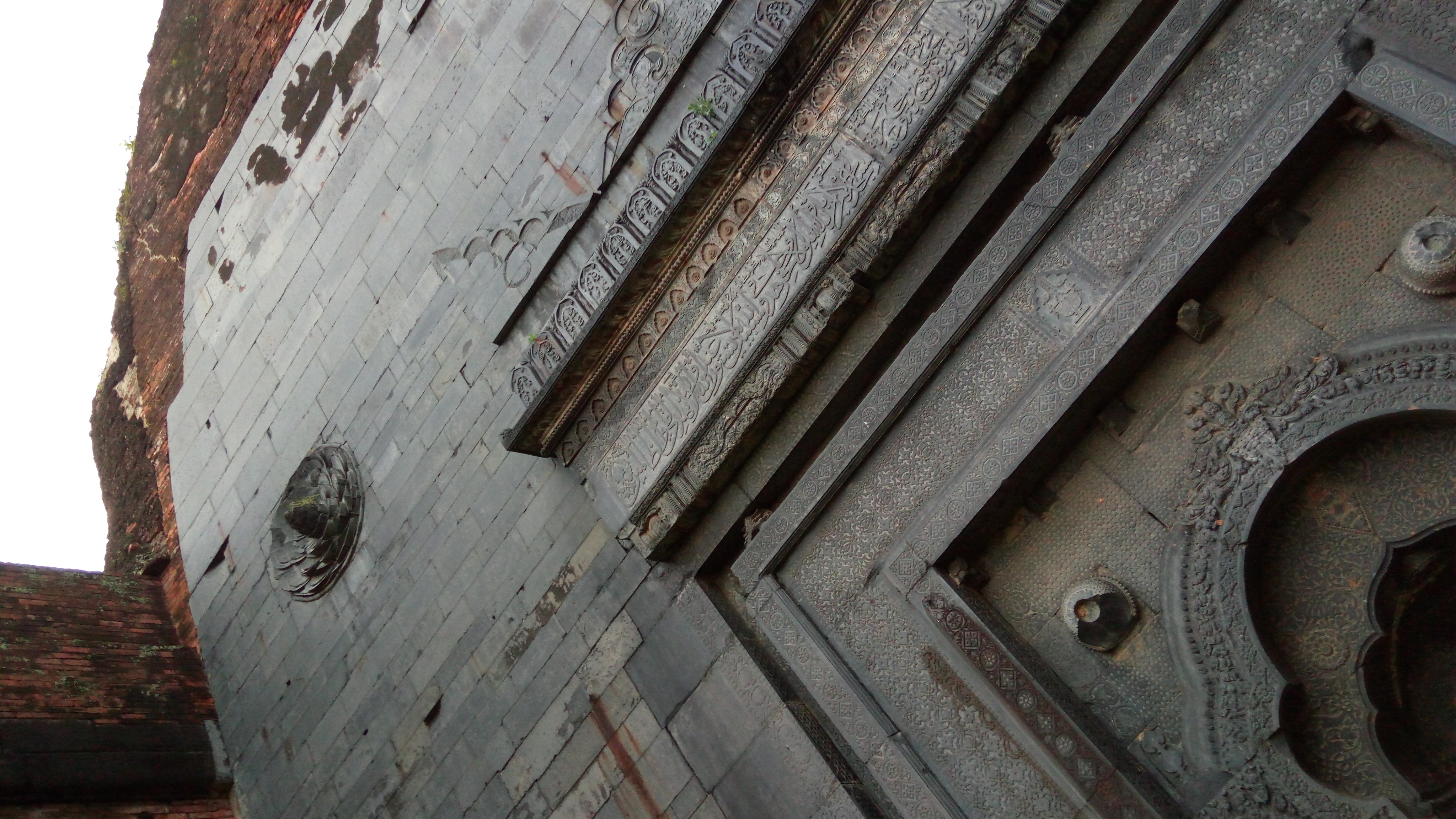
- مسجد أدينا

1- أسباب نزول الآيات (17-24): نزلت هذه الآيات لما افتخر جماعة من المشركين وأخرى من المسلمين بأعمالهم من عمارة المسجد الحرام، وحجابة البيت وتعهده والقيام على مصالحه، وسقي الحاج وفك العانى، وتقديم بعضهم هذه الأعمال على الإيمان واليوم الآخر والجهاد في سبيل الله، وإيثار بعضهم الإقامة مع الأهل والعشيرة على الهجرة إلى رسول الله، واللحاق به، والإيمان بالله ورسوله، والجهاد في سبيل الله - وقد روى ما يدل على ذلك مسلم وأبو داود وابن حبان وابن أبي حاتم وابن جرير وغيرهم. وقد بين الله في هذه الآيات أنه لا اعتداد بهذه الأعمال ما لم يصحبها الإيمان بالله ورسوله واليوم الآخر والهجرة إلى رسول الله والجهاد معه.
2- أسباب نزول الآية (25): عن الربيع بن أنس أن رجلا قال يوم حنين: لن نغلب اليوم من قلة، وكانوا اثني عشر ألفا، فشق ذلك على رسول الله، فأنزل الله الآية.

## وصلات خارجية
- سورة التوبة: تجويد-تفسير - موقع Altafsir.com
- سورة التوبة، موقع طريق الإسلام